# USS Russell (DDG-59)

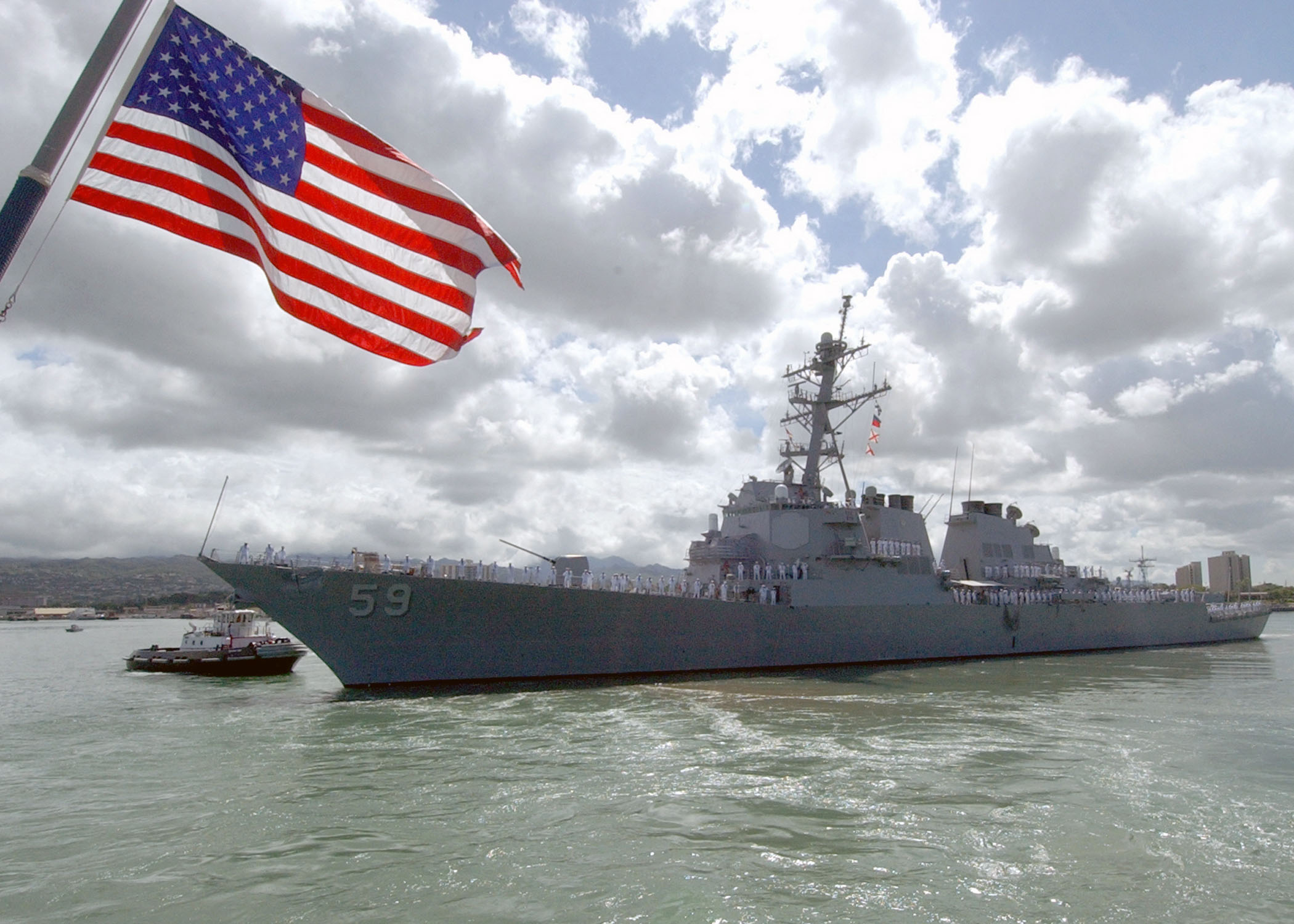
O USS Russell na base de Pearl Harbor no Havaí em 2004.

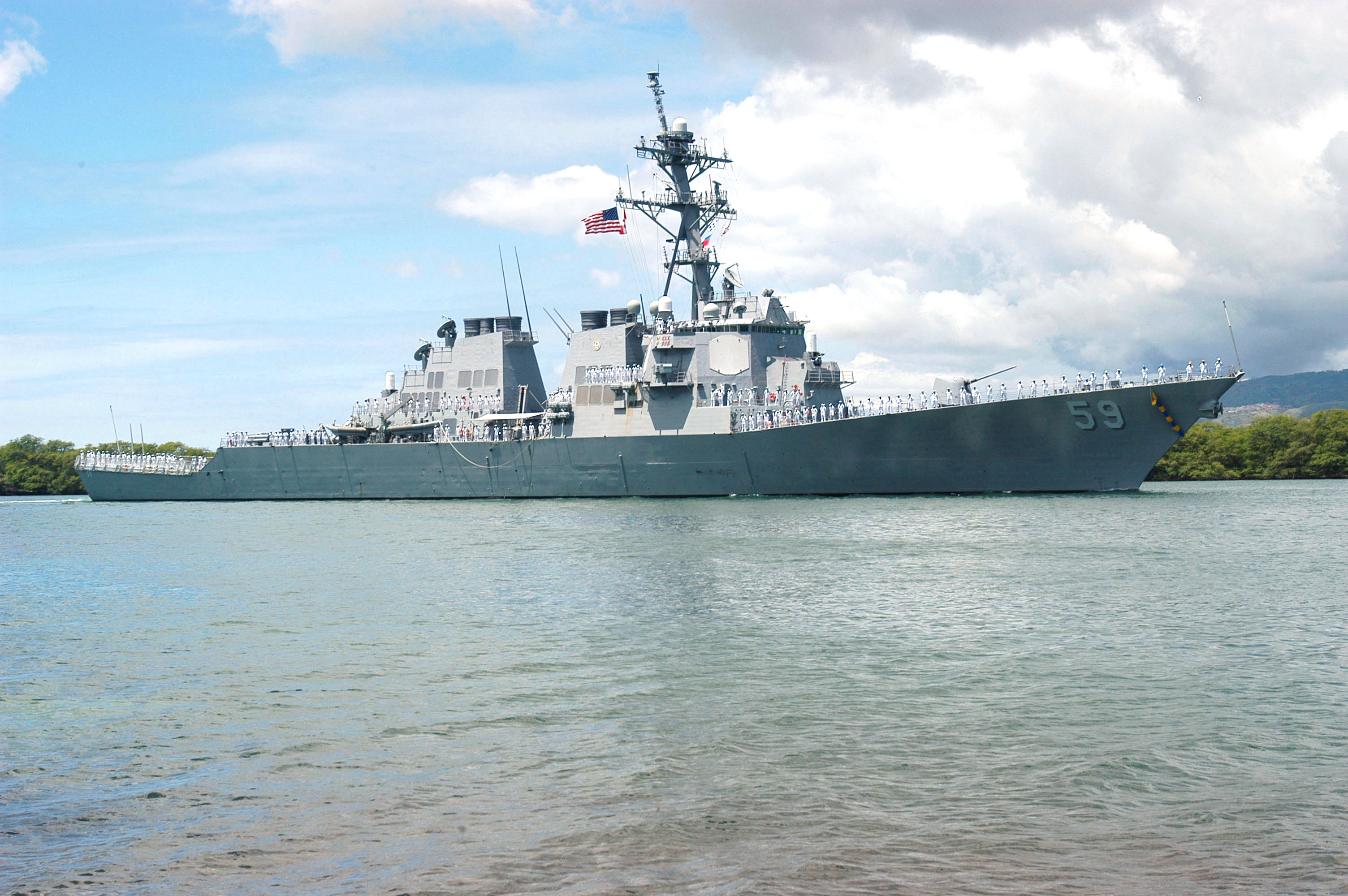
O Russell navegando pelo Havaí.

O USS Russell é um destroyer da classe Arleigh Burke pertencente a Marinha de Guerra dos Estados Unidos.